# Menegazzia subpertusa
Menegazzia subpertusa är en lavart som beskrevs av P. James & D. J. Galloway. Menegazzia subpertusa ingår i släktet Menegazzia och familjen Parmeliaceae.   Inga underarter finns listade i Catalogue of Life.